# Nicola Wojnar
Nicola Wojnar (* 2. Oktober 2005 in Wien) ist ein österreichischer Fußballspieler.

## Karriere
Wojnar begann seine Karriere beim SV Leobendorf. Zur Saison 2018/19 wechselte er in die Jugend des FK Austria Wien, bei dem er ab der Saison 2019/20 auch sämtliche Altersstufen in der Akademie durchlief. Zur Saison 2023/24 rückte er in den Kader der Amateure der Wiener. Sein Debüt in der Regionalliga gab er im August 2023. In seiner ersten Saison kam er zu 17 Einsätzen in der Ostliga. In der Saison 2024/25 absolvierte er 27 Partien, mit den Young Violets stieg er in die 2. Liga auf.
Sein Debüt in der 2. Liga gab Wojnar im August 2025, als er am ersten Spieltag der Saison 2025/26 gegen den SKN St. Pölten in der Startelf stand.